# Mago nationalpark
Mago nationalpark är en nationalpark i Etiopien.   Den ligger i regionen Southern Nations, i den sydvästra delen av landet, 500 km sydväst om huvudstaden Addis Abeba. Mago nationalpark ligger 419 meter över havet.